# Oswald von Coburg
Viktor Oswald Freiherr von Coburg (* 11. September 1822 in St. Wendel; † 13. Dezember 1904 in Dresden) war ein sachsen-coburg-gothaischer Freiherr und österreich-ungarischer Generalmajor aus dem Adelsgeschlecht Coburg, einer Bastardlinie der Wettiner.

## Leben

### Familie
Coburg war das zweite von vier Kindern des sächsisch-coburgischen Geheimen Rats und Oberstallmeisters sowie – von 1816 bis 1824 – Regierungspräsidenten im Fürstentum Lichtenberg, Freiherr Emil von Coburg (1779–1827), und seiner Ehefrau, der späteren Oberhofmeisterin Gräfin Tekla, geborene Vitzthum von Eckstädt (1799–1880). Sein Vater Emil war ein illegitimer Sohn von Ludwig Karl Friedrich von Sachsen-Coburg-Saalfeld (1755–1806), fünftes von sieben Kindern des ernestinischen Herzogs Ernst Friedrich von Sachsen-Coburg-Saalfeld, und der Hugenottin N. Brutel de La Rivière.
Nach dem frühen Tod ihres Vaters kamen die vier Coburg′schen Kinder unter die Vormundschaft von Karl August von Wangenheim.
Im Jahr 1862 heiratete Oswald von Coburg die Freiin Anna von Pawel-Rammingen (1842–1920), mit der er sechs Kinder hatte. Anna war die ältere Schwester von Alfons von Pawel-Rammingen (1843–1932), der 1880 die Prinzessin Friederike von Hannover und Cumberland (1848–1926) heiratete.
Nach seiner Pensionierung wohnte Coburg 1895 in der sächsischen Niederlößnitz bei Dresden, in der heute denkmalgeschützten Villa in der Zillerstraße 11, später in Dresden.

### Militärische Karriere
Nach einer Schulzeit auf dem Vitzthumschen Gymnasium in Dresden trat Coburg 1838 in die dortige Militärbildungsanstalt ein. Nach Ablegung der Offiziersprüfung trat er am 30. Januar 1841 in die österreichische Armee ein, zunächst als unobligater Cadet in das 2. Dragoner-Regiment König Ludwig von Baiern. 1843 wurde er zum Unter-, 1849 zum Oberleutnant befördert, 1851 und 1852 erfolgte die Ernennung zum Rittmeister 2. bzw. 1. Klasse.
Im Jahr 1862, als er heiratete, war er Major. 1863 wurde der Major vom Kürassier-Regiment „König Ludwig von Bayern“ Nr. 10 in das K.u.k. Dragoner-Regiment Nr. 4 versetzt, mit dem er als frisch beförderter Oberstleutnant 1866 während des Deutschen Kriegs am Feldzug in Böhmen teilnahm. Dafür erhielt er „die Allerhöchste Belobung“.
Von März 1869 bis 1876 kommandierte Coburg als Oberstleutnant bzw. später als Oberst das Dragoner-Regiment Wilhelm Herzog von Braunschweig Nr. 7 der Gemeinsamen Armee Österreich-Ungarns.

## Auszeichnungen
Coburg erhielt unter anderem die folgenden Auszeichnungen:
- Kommandeurkreuz I. Klasse des Ordens Heinrichs des Löwen
- Komturkreuz II. Klasse des Herzoglich Sachsen-Ernestinischen Hausordens
- Orden der Eisernen Krone III. Klasse
- „Allerhöchste Belobung“